# Ok nefna tysvar Ty
Ok nefna tysvar Ty (v překladu ze staré severštiny A volej Týra dvakrát) je třetí studiové album německé viking/folk/black metalové skupiny Falkenbach z roku 2003, které vyšlo u rakouského vydavatelství Napalm Records.
Album nazpíval a nástroje nahrál jediný stálý člen kapely Markus Tümmers vulgo Vratyas Vakyas.
Digipak obsahuje internetové odkazy na verše Eddy zpívané ve skladbě "Donar's Oak".

## Seznam skladeb
1. Vanadis - 9:25
2. ...As Long as Winds Will Blow... - 4:02
3. Aduatuza - 4:35
4. Donar's Oak - 4:48
5. ...The Ardent Awaited Land - 3:28
6. Homeward Shore - 5:31
7. Farewell - 8:07

## Sestava
- Vratyas Vakyas – vokál, hudební nástroje